# Madonna dei Gelsomini
Madonna con il bambino, detta anche Madonna dei gelsomini, è un'opera del pittore veronese Nicola Giolfino oggi conservata nel museo di Castelvecchio a Verona.
Originariamente si trovava collocato su di un altare laterale della chiesa di San Francesco di Paola, accanto ad una successiva tela di Dario Pozzo. A seguito della soppressione della chiesa, entrò a far parte nel 1812 nelle collezioni civiche veronesi. Nel dipinto si notano come non mai gli influssi di Liberale da Verona, maestro del Giolfino, in particolare nel disegno degli occhi. In passato la critica dimostrò scarso apprezzamento per la tela, coerentemente con la poca fortuna che ebbe il suo autore fino alla fine del XX secolo, quando venne rivalutato. Oggi la Madonna dei gelsomini è riconosciuta come una delle opere più rappresentative del linguaggio di Nicola Giolfino, considerato uno degli autori più originali del suo tempo.